# Nordisk frihet
Nordisk frihet är en partigrupp i Nordiska rådet. Den består av ledamöter från Sannfinländarna, Dansk Folkeparti och Sverigedemokraterna. Av Nordiska rådets 87 ledamöter ingår nio i Nordisk frihet. Gruppens ordförande är Angelika Bengtsson. Gruppen bildades 2012 och står för ett ”fritt och demokratiskt Norden” och ”stöder idén om suveräna och självständiga stater där befolkningarna har rätt att bestämma i sitt eget land”. 2017 blev Sverigedemokraterna insläppta i partigruppen. 

## Medlemspartier

### Danmark
- Dansk Folkeparti (DF)

### Finland
- Sannfinländarna (Sannf)

### Sverige
- Sverigedemokraterna (SD)

## Ledamöter
| Juho Erola          | Vice ordförande        | Finsk  |
| Ann-Christine Frohm | Ledamot                | Svensk |
| Anna-Lena Blomkvist | Suppleant              | Svensk |
| Eric Palmqvist      | Suppleant              | Svensk |
| Joakim Vigelius     | Ledamot                | Finsk  |
| Jorma Piisinen      | Suppleant              | Finsk  |
| Juho Eerola         | Ledamot                | Finsk  |
| Karsten Lorentzen   | Partigrupsssekreterare | Dansk  |
| Lars Andersson      | Suppleant              | Svensk |
| Lars Wistedt        | Suppleant              | Svensk |
| Mikkel Bjørn        | Ledamot                | Dansk  |
| Minna Reijonen      | Ledamot                | Finsk  |
| Peter Kofod         | Suppleant              | Dansk  |
| Pia Sillanpää       | Ledamot                | Finsk  |
| Staffan Eklöf       | Ledamot                | Svensk |
| Timo Vornanen       | Suppleant              | Finsk  |
| Victoria Tiblom     | Ledamot                | Svensk |
| Vilhelm Junnila     | Suppleant              | Finsk  |

## Referenslista
1. ↑  ”Nordisk frihet | Nordiskt samarbete”. www.norden.org. https://www.norden.org/sv/organisation/nordisk-frihet. Läst 11 juni 2024.
2. ↑  ”SD insläppt i Nordisk frihet” (på danska). www.norden.org. https://www.norden.org/sv/news/sd-inslappt-i-nordisk-frihet. Läst 11 juni 2024.
3. ↑  ”DF knytter tættere nordiske bånd til Sverigedemokraterna” (på danska). www.bt.dk. 3 augusti 2017. https://www.bt.dk/content/item/1090224. Läst 11 juni 2024.